# Rhymes & Reasons
| Recensione                        | Giudizio   |
| --------------------------------- | ---------- |
| AllMusic                          | [ 3 ]      |
| The New Rolling Stone Album Guide | [ 4 ]      |
| Sputnikmusic                      | 2.8 (Good) |
| Ondarock                          | [ 6 ]      |
| Dizionario del Pop-Rock           | [ 7 ]      |
| 24.000 dischi                     | [ 8 ]      |

Rhymes & Reasons è un album discografico della cantautrice statunitense Carole King, pubblicato dall'etichetta discografica Ode Records nell'ottobre del 1972.

## Tracce

### LP
Lato A (SP-77031)
1. Come Down Easy – 3:05 (Carole King, Toni Stern)
2. My My She Cries – 2:18 (Carole King, Toni Stern)
3. Peace in the Valley – 3:20 (Carole King, Toni Stern)
4. Feeling Sad Tonight – 3:11 (Carole King, Toni Stern)
5. The First Day in August – 2:47 (Carole King, Charles Larkey)
6. Bitter with the Sweet – 2:24 (Carole King)

Lato B (SP-77032)
1. Goodbye Don't Mean I'm Gone – 3:33 (Carole King)
2. Stand Behind Me – 2:27 (Carole King)
3. Gotta Get Through Another Day – 2:33 (Carole King)
4. I Think I Can Hear You – 3:22 (Carole King)
5. Ferguson Road – 2:37 (Gerry Goffin, Carole King)
6. Been to Canaan – 3:37 (Carole King)

## Musicisti
- Carole King - voce, piano, clavinet, fender rhodes, organo wurlitzer
- Daniel Kortchmar - chitarra elettrica
- David T. Walker - chitarra elettrica
- Red Rhodes - chitarra steel
- Charles Larkey - basso elettrico, contrabbasso
- Harvey Mason - batteria, vibrafono
- Bobbye Hall - tambourine, shaker, campane, congas, bongos
- Harry "Sweets" Edison - flicorno, tromba
- Robert "Bobby" Bryant - flicorno, tromba
- George Bohanon - trombone
- Ernie Watts - flauto

Sezione archi
- Norman Kurban e David Campbell - conduttore strumenti ad arco e arrangiamento
- David Campbell - viola
- Carole S. Mukogawa - viola
- Terry King - violoncello
- Nathaniel Rosen - violoncello
- Charles Larkey - contrabbasso
- Barry Socher - violino
- Eliot Chapo - violino
- Marcy E. Dicterow - violino
- Gorden H. Marron - violino
- Sheldon Sanov - violino
- Polly Sweeney - violino

Note aggiuntive
- Lou Adler - produttore
- Hank Cicalo - ingegnere delle registrazioni
- Steve Mitchell - assistente ingegnere delle registrazioni
- Chuck Beeson - progetto grafico e design copertina album originale
- Jim McCrary - foto copertina album originale[9]

## Classifica
Album
| Anno | Classifica            | Posizione raggiunta |
| ---- | --------------------- | ------------------- |
| 1972 | Billboard 200         | 2                   |
| 1972 | Official Albums Chart | 40                  |

Singoli
| Anno | Titolo del brano | Classifica         | Posizione raggiunta |
| ---- | ---------------- | ------------------ | ------------------- |
| 1973 | Been to Canaan   | Adult Contemporary | 1                   |
| 1973 | Been to Canaan   | Billboard Hot 100  | 24                  |